# How Much Is the Fish?
How Much Is the Fish? is een nummer van de Duitse raveband Scooter uit 1998. Het verscheen als nieuw nummer op hun verzamelalbum The Singles 86>98.

## Achtergrondinformatie
"How Much Is the Fish?" werd gemaakt voor het Wereldkampioenschap voetbal 1998. De melodie in het nummer is gesampled uit Zeven dagen lang van Bots, dat dan weer gebaseerd is op het Bretonse volkslied, Son ar chistr. Frontman H.P. Baxxter zei op Facebook dat met "the fish" in de titel wordt verwezen naar de vis die de leden Scooter kochten voor hun aquarium in de studio. Deze vis kostte 3,80 mark (€ 1,94). In de Belgische talkshow Van Gils & gasten ging H.P. Baxxter dieper in op de titel. "Het was al heel laat toen we het nummer eindelijk afwerkten. Maar we hadden nog steeds geen slagzin. Het was 3 uur 's nachts, ik was moe en ik wilde naar huis dus zei ik: laten we het 'How Much Is the Fish' noemen. Het klonk grappig en bij gebrek aan een betere titel, werd het dat", aldus Baxxter.
Het nummer werd in diverse Europese landen een hit en bereikte de 3e positie in Scooters thuisland Duitsland. Hoewel het in de Nederlandse Top 40 een bescheiden 21e positie behaalde, groeide de plaat wel uit tot een klassieker in Nederland. In de Vlaamse Ultratop 50 was het een stuk succesvoller dan bij de noorderburen: daar bereikte het de nummer 1-positie.

## Tracklijst
Cd-single:
1. "How Much Is the Fish?" – 3:45
2. "How Much Is the Fish?" (Extendedfish) – 5:23
3. "How Much Is the Fish?" (Clubfish) – 6:11
4. "Sputnik" – 3:06

12 inch-single:
1. "How Much Is the Fish?" (Clubfish) – 6:11
2. "How Much Is the Fish?" (Extendedfish) – 5:23